# Saison 7 du Disney Club
Chronologie
Saison 6 Saison 8
Voici le détail de la septième saison de l'émission Disney Club diffusée sur TF1 du 3 septembre 1995 au 25 août 1996. Du fait qu'il s'agisse de la troisième saison voyant un changement dans la composition de l'équipe d'animation, elle est classée dans la période de l'Âge de transition.

## Animateurs et Fiche technique

### Les Animateurs
Pour cette saison, il n'y a plus que leurs successeurs du Trio infernal (les trois animateurs d'origine), réduit au nombre de 2 avec le départ de Grégory Curvelier.
- Delphine
- Frédéric, jusqu'au dimanche 30 juin 1996, puis trois émissions ensuite: le Disney Club samedi du 6 juillet 1996, le Disney Club samedi du 13 juillet 1996 et le Disney Club du dimanche 14 juillet 1996.

## Reportages, rubriques et invités

### Les reportages
- Frédéric fait découvrir les coulisses du concert d'Elton John à Disneyland Paris (émission du dimanche 10 septembre 1995)
- Frédéric découvre la fabrication des rochers du parc (émission du dimanche 24 septembre 1995)
- Frédéric fait découvrir l'entretien des ardoises des toits du Château de la Belle au bois dormant (émission du Disney Club Mercredi du 27 septembre 1995)
- Frédéric fait découvrir le thème du Visionarium (émission du Disney Club Mercredi 11 octobre 1995)
- Christian Clavier et le making of du film Le Roi lion (émission du dimanche 15 octobre 1995)[1]
- L'Alsace et Mme Schmitt Troxler (émission du Disney Club Mercredi du 6 décembre 1995)
- Les Frères Taloche (émission du dimanche 16 juin 1996)

### Les rubriques
Le mercredi matin était proposé:
- la rubrique "Qui sait gagne" (deux groupes de cinq enfants, présents sur le plateau, s'affrontaient à coups de questions et d'épreuves sportives): 
  - Les monuments (émission du Disney Club Mercredi du 6 décembre 1995)
- la rubrique cuisine animé par Frédéric et Delphine:
  - Le congolais (émission du Disney Club Mercredi du 1er novembre 1995)

### Artistes du moment de variété
- Angélique Kidjo et Debbie Davis: "Hakuna Matata" (émission 15 octobre 1995)[1]
- Les Cherche Midi: "Aïe ! On se fait du mal" (émission du 3 décembre 1995).
- MN8 (émission du dimanche 21 janvier 1996)[2]
- Karine Costa: "She's Leaving Home" (émission du dimanche 16 juin 1996)

## Dessins Animés diffusés
le dimanche matin
- Les Gummi
- Winnie l'Ourson
- Myster Mask
- La Bande à Dingo
- Aladdin
- Zorro

le mercredi matin jusqu'au 3 janvier 1996
- Tic et Tac, les rangers du risque
- Super Baloo

le samedi matin à partir du 6 janvier 1996
- La Bande à Picsou
- Bonkers

### Liste des épisodes de série d'animation

#### Programmation du dimanche matin
| Date              | Bonkers                                                      | La Bande à Dingo                         | Aladdin                             | Myster Mask                                      |
| ----------------- | ------------------------------------------------------------ | ---------------------------------------- | ----------------------------------- | ------------------------------------------------ |
| 3 septembre 1995  | Alligato bonkers                                             | La course de baignoire                   | Ça va chauffer                      | L'affaire Taupinambour 2 : le retour             |
| Date              | Winnie l'Ourson                                              | La Bande à Dingo                         | Aladdin                             | Myster Mask                                      |
| 10 septembre 1995 | La légende de Bourriquet et Les trois petits Porcinets       | Rencontre de l'étrange type              | Le petit oiseau va sortir           | L'affaire du studio des horreurs                 |
| 17 septembre 1995 | Le trophée et Il faut rattraper le temps                     | La Dulcinée de Dingo                     | Le Secret du roc d'acier            | L'affaire du double mystère                      |
| 24 septembre 1995 | La lune de miel et Le jour de récolte                        | Une addition chargée                     | La Tête sur les épaules             | L'affaire du gang des affreux                    |
| 1er octobre 1995  | Le message dans la bouteille et La famille de Maître hibou   | Protection maximum                       | La grande guerre                    | L'affaire du bol masqué                          |
| 8 octobre 1995    | L'appétit perdu et Un rêve ensoleillé                        | Le roi des pharaons                      | Super génie passe la main           | L'affaire de l'eau de là                         |
| 15 octobre 1995   | Quel est le score Winnie et Les invités de Tigrou            | La salle de gym                          | Ouragan sur Agrabah                 | L'affaire de la divine aigrette                  |
| 22 octobre 1995   | Coco Lapin prend des vacances                                | Deux agents très spéciaux                | pas d'épisode diffusé               | L'affaire Camille Caméléon                       |
| 29 octobre 1995   | Le ciel de Winnie                                            | Qui veut la peau de Pat                  | Le héros mécanique                  | L'affaire du front spatial                       |
| 5 novembre 1995   | La guerre des abeilles et Poisson d'avril                    | Madame lave les carreaux                 | Entre deux mondes                   | L'affaire du vieux mystère                       |
| 12 novembre 1995  | Le chevalier inoubliable                                     | Règlement de comptes à okay d'acc corbal | Comme un bon vieux temple: Partie 1 | L'affaire du musée                               |
| 19 novembre 1995  | Tigrou est la mère des inventions et La chasse à la bestiole | Vive le baseball                         | Comme au bon vieux temple: Partie 2 | L'affaire du raz de magnets                      |
| 26 novembre 1995  | L'ultime tunnel et Le jagular de printemps                   | Dingo en concert                         | L'ombre d'un doute                  | L'affaire de tupercouacs                         |
| 3 décembre 1995   | Tigrou a perdu sa langue et Bienvenue Kessie                 | Dingo est à la rue                       | Terminator                          | L'affaire du retour de la vengeance des chapeaux |
| 10 décembre 1995  | Ce n'était qu'un rêve                                        | Pat fait mouche                          | Le jour où l'oiseau se figea        | L'affaire de la dynastie Colvert                 |
| 17 décembre 1995  | Jean-Christophe grandie                                      | Mon grand frère Pat                      | Gare aux lézards                    | L'affaire des grigris de famille                 |
| 24 décembre 1995  | Un après-midi de chien                                       | Marmotte mortelle                        |                                     | L'affaire Hélène et les cannetons                |
| 31 décembre 1995  | Le bon, la brute et le tigrou                                | Miss Loufoqueville                       | Certains l'aiment chaud             | L'affaire Toros Bulba II : le retour             |

| Date            | Les Gummi                                                | Winnie l'Ourson                                            | Myster Mask                           | La Bande à Dingo                           | Aladdin                                | Zorro                                    |
| --------------- | -------------------------------------------------------- | ---------------------------------------------------------- | ------------------------------------- | ------------------------------------------ | -------------------------------------- | ---------------------------------------- |
| 7 janvier 1996  | Le sinistre sculpteur/ L'incarnation lumineuse           | À chacun son monstre                                       | L'affaire Myster Mask : la BD         | Vidéos, Farces et Catastrophes             | Entre deux mondes                      | Le cavalier de la nuit                   |
| 14 janvier 1996 | Un chevalier très étonnant / Ne les donnez pas aux ogres | Amis pour la vie                                           | L'affaire du Jurassic park            | La Ruée vers l'or                          | Comme au bon vieux temple - 1re partie | Le passage secret de Zorro               |
| 21 janvier 1996 | Qui sera ensorcelé                                       | Les maboules du ballon et Un feu de camp peu ordinaire     | L'affaire du grand restaurant         | Dingo des Bois et ses hommes mélancoliques | Comme au bon vieux temple - 2e partie  | Zorro se rend à la mission               |
| 28 janvier 1996 | Les oursons perdus / Devine quel Gummi vient dîner       | Coco Lapin, papa poule                                     | L'affaire qui change                  | Un tour en ville                           | L'Ombre d'un doute                     | Le fantôme de la mission                 |
| 4 février 1996  | Le pont de la rivière Gummi                              | Le Porcinet qui devient roi                                | L'affaire des doubles zéros           | Qui va à la chasse perd sa place           | Terminator                             | Zorro amoureux                           |
| 11 février 1996 | Un secret mal gardé / Révolution à Drekmore              | La grande attaque du pot de miel                           | L'affaire qui relask un mask          | Dingo porte bonheur                        | Un couple imparfait                    | Zorro sauve un ami                       |
| 18 février 1996 | Changement de rôle / La sorcière était trop belle        | Le cadeau d'anniversaire et Tigrou perd ses rayures        | L'affaire de la femme de ménage       | FrankenDingo                               | Glagla à Agrabah                       | Monastario tend un piège                 |
| 25 février 1996 | Les insectes ravageurs                                   | Prisonnier du désordre                                     | L'affaire Twin Bec                    | Pat au Paddoc                              | Le Grand Bourbier                      | La chevauchée de la terreur              |
| 3 mars 1996     | Igthorn et le monstre marin / Gruffi et son double       | Quelle vie de baby-sitter !                                | L'affaire Alfred Hitchphoque          | Un régime de dingue                        | Les 1001 plumes                        | Un procès impartial                      |
| 10 mars 1996    | Les chevaliers de Gumadoune                              | Lapin à vendre                                             | L'affaire Topinambour                 | Une réunion de famille de dingue           | pas d'épisode                          | La mission secrète de Garcia             |
| 17 mars 1996    | Les Gummi en Chine                                       | Autant en emporte le vent et Rien qu'une dent              | L'affaire du tout petit golf          | Halloween                                  | Orage, ô désespoir                     | De gros ennuis pour Zorro                |
| 24 mars 1996    | Grami fait la sourde oreille / Carnaval à Dunwyn         | La légende du shérif Porcinet                              | My Valentine Ghoul                    | Deux associés, une vache et une poule      |                                        | Zorro, l'épée la plus chanceuse du monde |
| 31 mars 1996    | Cubbi et le chevalier fantôme                            | Un pisteur piégé et Un amour de presse-livres              | L'affaire du canard vador             | Le travail, c'est la santé                 | Affaires de famille                    | La chute de Monastario                   |
| 7 avril 1996    | Le plus bel endroit du monde / Le portrait du roi        | Le sauveur masqué et Un fantôme qui balance                | L'affaire des 4 font la paire         | Un bébé à la maison                        | Les Chercheurs d'or                    | L'ombre d'un doute                       |
| 14 avril 1996   | Rira bien qui rira le dernier                            | Sept ans de malheur et Les protège-oreilles magiques       | L'affaire Marmitogaz Jack             | Dingo travaille à la Nazda                 | L'Abominable hom' des neiges           | Garcia accusé                            |
| 21 avril 1996   | La course d'obstacles / Le vengeur écarlate              | L'ourson magique                                           | L'affaire Jeppet Laforme              | Gamelle fait de la pub                     | Le Maître des plantes                  | Esclaves de l'aigle                      |
| 28 avril 1996   | Baby-boom chez les ogres / Le chevalier blanc            | Des invités très spéciaux et Le roi des animaux            | L'affaire du petit mystère            | Dingo passe son diplôme                    | La Cité perdue du soleil               | Le délicieux goût du danger              |
| 5 mai 1996      | Gruffi passe à l'attaque / Le grand tournoi              | Mon héros et Les plumes de Maître Hibou                    | L'affaire Alfred Hichphoque le retour | Dingo est un élu-maire                     | De boue les hommes                     | Zorro se bat avec son père               |
| 12 mai 1996     | Cubbi a des ailes / Top Gum                              | Un énorme animal et Comme un poisson hors de l'eau         | L'affaire du major Trenchcot          | Pat et la Malle magique                    | Le Jumeau maléfique                    | La mort truque les cartes                |
| 19 mai 1996     | Le serpent de mer                                        | Bourriquet est populaire et Un détective particulier       | L'affaire à surprise multiple         | Histoire en mille morceaux                 | Traitement de choc                     | Agent de l'aigle noir                    |
| 26 mai 1996     | Le magicien de pierre / La reine des pimbêches           | Tigrou est dans le bain et L'emploi du temps de Coco Lapin | L'affaire Raidi Moudugenou            | Les Tailleurs de pierre                    | L'Armure maléfique                     | Zorro échappe au piège                   |
| 2 juin 1996     | Cubbi et la chasse au trésor                             | Une Saint-Valentin particulière                            | L'affaire du vrai-faux Myster         | Peg, reine de la jungle                    | Aladdin qui chote                      | Zorro démasqué                           |
| 9 juin 1996     | Retour à Ursulla                                         | Au revoir monsieur Winnie et Coco Lapin prend ses marques  | L'affaire cerveau lent                | Mon dinosaure                              | Le Salaire de la peur                  | Le secret de la Sierra                   |
| 16 juin 1996    | Le tourniquet de Tuxford                                 | Des bulles à en perdre la boule                            | L'affaire Migalomask                  | Insécurité maximum                         | Pris dans les sables noirs             | Le nouveau commandant                    |
| 23 juin 1996    | L'araignée monstrueuse                                   | Tout est bien qui finit bien                               | L'affaire Bisou Bourbifoot            | Drôle de cirque                            | La Vallée secrète                      | Le renard et le coyote                   |
| 30 juin 1996    | L'armure magique                                         |                                                            | Whiffle While You Work                | Moto angels                                |                                        | Adieu, Señor Magistrat                   |
| 7 juillet 1996  | Grammi serre les boulons                                 | La forteresse de Coco Lapin                                | L'affaire des dollars en branche      | Le Premier Amour                           | Pauvre Iago                            | Les compagnons de l'aigle                |
| 14 juillet 1996 | pas d'épisode diffusé                                    | pas d'épisode diffusé                                      | pas d'épisode diffusé                 | Peg dans le beau monde                     | Bons baisers d'Hippsodeth              | pas d'épisode diffusé                    |
| 21 juillet 1996 | pas d'épisode diffusé                                    | pas d'épisode diffusé                                      | pas d'épisode diffusé                 | Sherlock Goof                              | Le Voleur de Sultan                    | pas d'épisode diffusé                    |
| 28 juillet 1996 | pas d'épisode diffusé                                    | pas d'épisode diffusé                                      | pas d'épisode diffusé                 | Le Grand Maxini                            |                                        | pas d'épisode diffusé                    |
| 4 aout 1996     | pas d'épisode diffusé                                    | pas d'épisode diffusé                                      | pas d'épisode diffusé                 | L'Ère préhistéric                          | C'est ton destin                       | pas d'épisode diffusé                    |
| 11 aout 1996    | Le roi Igthorn [1/2]                                     | Le message dans la bouteille et La famille de Maître Hibou | L'affaire du camping                  | Les Sommets de la gloire                   | Les Esprits farceurs                   | Zorro par procuration                    |
| 18 aout 1996    | Le roi Igthorn [2/2]                                     | Un appétit perdu                                           | L'affaire Kawatong                    | L'Ami imaginaire                           | Les Prisonniers du temps               | Quintana fait un choix                   |
| 25 aout 1996    | Le dragon / La flûte magique                             | Quel est le score de Winnie ?                              | L'affaire du Dr Fossile               | La Sécheresse                              | Amour, haine et fromage de Yak         | Zorro allume la mèche                    |

#### Programmation du mercredi matin
Liste des épisodes de série d'animation diffusées le mercredi:

| Date              | Tic et Tac, les rangers du risque     | Super Baloo                         |
| ----------------- | ------------------------------------- | ----------------------------------- |
| 6 septembre 1995  | Les Petits Écureuils de Paris         | L'oncle et la poupée                |
| 13 septembre 1995 | Les Évadés d'Alchat-traz              | Abc comme Amédée                    |
| 20 septembre 1995 | 20 000 Louis sous les mers            | Moutarde, saucisses et cornichon    |
| 27 septembre 1995 | À la poursuite de la souris maltaise  | Santa planeta                       |
| 4 octobre 1995    | Sur les traces du docteur Jones       | Tel n'est pas qui croyait être      |
| 11 octobre 1995   | Flash le super chien                  | La légende de Villenbroucle         |
| 18 octobre 1995   | Quand on pêche sa bonne étoile        | Les baloos maudits                  |
| 25 octobre 1995   | Katie camembert                       | Cours de Zingal-orthographe         |
| 1er novembre 1995 | Tel est pris qui croyait prune        | Looping en jupons                   |
| 8 novembre 1995   |                                       |                                     |
| 15 novembre 1995  | Singe d'une nuit d'été                | Riz fifi à crête suzette            |
| 22 novembre 1995  | Rock à la ruche                       | Quand les pirates s'en mêlent [1/4] |
| 29 novembre 1995  | Qui veut la peau de l'ours du camping | Quand les pirates s'en mêlent [2/4] |
| 6 décembre 1995   | Startac                               | Quand les pirates s'en mêlent [3/4] |
| 13 décembre 1995  | Rencontre du 2e Tac                   | Quand les pirates s'en mêlent [4/4] |
| 20 décembre 1995  | Les Naufragés du socisso'plane        | Le tour du monde en 50$             |
| 27 décembre 1995  | Traladdin et la cafetière magique     | Le père Noël est une doublure       |
| 3 janvier 1996    | Mixeur impossible                     | Bouledogue Cassidy et le Kit        |

#### Programmation du samedi matin
| Date            | La Bande à Picsou                 | Bonkers                        |
| --------------- | --------------------------------- | ------------------------------ |
| 6 janvier 1996  | La Ruée vers l'or                 | Promotion qui a raté           |
| 13 janvier 1996 | Tremblement de terre              | Le dernier rétro               |
| 20 janvier 1996 | La Fontaine de jouvence           | Jamais sans ma chaise          |
| 27 janvier 1996 | Micro canard de l'espace          | La brigade des bombes funèbres |
| 3 février 1996  | Un animal de compagnie            |                                |
| 10 février 1996 | Le Monde perdu                    | Officier gentletoon            |
| 17 février 1996 | L'argent ça va, ça vient          | Les 2 font l'hamster           |
| 24 février 1996 | La Couronne perdue de Gengis Khan | J'aurai voulu être un actoon   |

| Date         | La Bande à Picsou      | Bonkers                      | Croquette et Snif    |
| ------------ | ---------------------- | ---------------------------- | -------------------- |
| 2 mars 1996  | La Perle de la sagesse | La couleur toon              | Sauve qui puce       |
| 9 mars 1996  | Le Maître du génie     | Pour une bouchée de placard  | Ouille hey           |
| 16 mars 1996 | Sirène d'un jour       | Ascenseur pour l'escabeau    | On fait pas le poids |
| 23 mars 1996 | Un héros à louer       | J'irai cracher sur vos toons | Cata caniche'        |

| Date                                                           | La Bande à Picsou                         | Croquette et Snif                                                              |
| -------------------------------------------------------------- | ----------------------------------------- | ------------------------------------------------------------------------------ |
| 30 mars 1996                                                   | Armstrong                                 | Délirium et La loi des trucs vivants                                           |
| 6 avril 1996                                                   | Le Chevalier Géo de Trouvetou             | Remue méninges et Un tour au paradis                                           |
| 13 avril 1996                                                  | L'aventure se mérite                      | Kug Fu minou                                                                   |
| 20 avril 1996                                                  | Le Triangle des Bermudes                  | Un cadeau empoisonné et Le père noël et ses gros durs                          |
| 27 avril 1996                                                  | Une course étonnante                      | Quelle dinde                                                                   |
| Date                                                           | La Bande à Picsou                         | Plein popossum                                                                 |
| 4 mai 1996                                                     | La Malédiction du manoir de Picsou        | Les ténèbres au bord du noir et La nuit des ténèbres                           |
| 11 mai 1996                                                    | Bien mal acquis ne profite jamais         | Les ténèbres que c'est noir et Le retour de la nuit de la très noire obscurité |
| 18 mai 1996                                                    | Super Castor                              | La nuit hantée de l'obscurité la plus noire et La fiancée des ténèbres         |
| 25 mai 1996                                                    | L'Hôtel Strangeduck                       | Le fils de la noire vengeance de l'obscurité et La lueur des ténèbres          |
| 1er juin 1996                                                  | La Guerre civile de Flagada Jones         | Le retour du masque sombre de la ... et La noirceur de la noirceur la plus ... |
| 8 juin 1996                                                    | N'abandonnez pas le navire                | La sombre quête des ténèbres et Les sombres ténèbres des noires...             |
| Date                                                           | La Bande à Picsou                         | Bonkers                                                                        |
| 15 juin 1996                                                   | Fausse route vers fausse route            | Rencontre du 3e toon                                                           |
| 22 juin 1996                                                   | Les Trois Canards du condor               | O temps en emporte les toons                                                   |
| 29 juin 1996                                                   | Le Canard d'Aquatraz                      | Bonkers les cartooons                                                          |
| 6 juillet 1996                                                 | Picsou dans le monde d'Ulysse et d'Homère | L'excès en toons est un défaut                                                 |
| 13 juillet 1996                                                | Canards en gelée                          | Avec le temps toons s'en va                                                    |
| Pas d'émission du samedi 20 juillet 1996 au samedi 3 aout 1996 |                                           |                                                                                |
| 10 aout 1996                                                   | La cupidité ne paie pas                   | Le petit carnet noir                                                           |
| 17 aout 1996                                                   | Avalanche d'ennuis pour Picsou            | Pour une poignée de farine                                                     |
| 24 aout 1996                                                   | Le numéro un de la finance                | Emile contre Fantomask                                                         |
| 31 aout 1996                                                   | Là où un canard n'est jamais allé         | Toon graffiti                                                                  |

#### Programmation durant les vacances
| Date                                                   | Vacances | Les Gummi                                 | La Bande à Picsou                        |
| ------------------------------------------------------ | -------- | ----------------------------------------- | ---------------------------------------- |
| Vendredi 1er septembre 1995                            | Été      | Les aventures de bébé Zéphyr              | Les robots déchaînés                     |
| Date                                                   | Vacances | Winnie l'ourson                           | La Petite Sirène                         |
| Lundi 4 septembre 1995                                 | Été      | Un épisode                                | Un épisode                               |
| Période scolaire du 5 septembre au 18 décembre 1995    |          |                                           |                                          |
| Date                                                   | Vacances | Tic et Tac, les rangers du risque         | Super Baloo                              |
| Jeudi 21 décembre 1995                                 | Noël     | Les Tontons disqueurs                     | Baloo au régime de bananes               |
| Lundi 25 décembre 1995                                 | Noël     | SOS fantôme à Tac                         | Kit ou double                            |
| Jeudi 28 décembre 1995                                 | Noël     | Mystère et cacahuètes                     | La rançon de la poire                    |
| Lundi 1er janvier 1996                                 | Noël     | Syracroco de Bergerac                     | Les 24 heures du ciel                    |
| Vendredi 5 janvier 1996                                | Noël     | La Grosse Abeille qui monte, qui monte... | L'anchois des armes                      |
| Date                                                   | Vacances | La Petite Sirène                          | Myster Mask                              |
| Vendredi 22 décembre 1995                              | Noël     | Le Trident Royal                          | L'affaire Calamity Fresque               |
| Mardi 26 décembre 1995                                 | Noël     | Sébastien démissionne                     | L'affaire du dédoublement de Poussinette |
| Vendredi 29 décembre 1995                              | Noël     | La calliope des mers                      | L'affaire Tata Isamoche & Cie            |
| Mardi 2 janvier 1996                                   | Noël     | Un drôle de sortilège                     | L'affaire Claquos de Chavignol           |
| Jeudi 4 janvier 1996                                   | Noël     | Un amour d'épaulard                       | L'affaire Albert Blanc de Soupière       |
| Période scolaire du 8 janvier au vendredi 21 juin 1996 |          |                                           |                                          |
| Date                                                   | Vacances | La Petite Sirène                          | Super Baloo                              |
| Lundi 24 juin 1996                                     | Été      | Épaulard rigolard                         | Rien que pour ta glace                   |
| Mardi 25 juin 1996                                     | Été      | Sébastien ambassadeur                     | Le miroir aux pirates 1re partie         |
| Mercredi 26 juin 1996                                  | Été      | Tempête                                   | Le miroir aux pirates 2e partie          |
| Jeudi 27 juin 1996                                     | Été      | Oursounet                                 | Pour une poignée de diamants             |
| Vendredi 28 juin 1996                                  | Été      | Ganzi, Ganzi                              | La pieuvre par neuf                      |
| Lundi 1er juillet 1996                                 | Été      | Une bouteille à la mer                    | Le cercle des prouesses disparues        |
| Mardi 2 juillet 1996                                   | Été      | Truc machin chouette                      | La soupe aux truffes                     |
| Mercredi 3 juillet 1996                                | Été      | Le bracelet maléfique                     | Un carburant ca pompe énormément         |
| Jeudi 4 juillet 1996                                   | Été      | Mariage aquatique                         | L'oignon fait la force                   |
| Vendredi 5 juillet 1996                                | Été      | Eel-ectric City                           | Zimouines                                |
| Lundi 8 juillet 1996                                   | Été      | Manta le terrible                         | Le jour le plus faux                     |
| Mardi 9 juillet 1996                                   | Été      | Sa majesté Carotte                        | Parole de perroquet                      |
| Mercredi 10 juillet 1996                               | Été      | Le carnaval des marées                    | Robot boulot dodo                        |
| Jeudi 11 juillet 1996                                  | Été      | Le Trident Royal                          | Rebond 007                               |
| Vendredi 12 juillet 1996                               | Été      | Sébastien démissionne                     | Bas de laine contre une baleine          |
| Lundi 15 juillet 1996                                  | Été      | La calliope des mers                      | Le lzbeugz a encore frappé               |
| Mardi 16 juillet 1996                                  | Été      | Un drôle de sortilège                     | Starlywood                               |
| Mercredi 17 juillet 1996                               | Été      | Miss catastrophe                          | Le fantôme de Rebecca                    |
| Jeudi 18 juillet 1996                                  | Été      | Un amour d'épaulard                       | L'oncle et la poupée                     |
| Vendredi 19 juillet 1996                               | Été      | Rêve d'étoile                             | ABC comme Amédée                         |
| Lundi 22 juillet 1996                                  | Été      | Tonnerre de Zeus                          | Moutarde, saucisse et cornichon          |
| Mardi 23 juillet 1996                                  | Été      | Poisson métallique                        | Santa Planeta                            |
| Mercredi 24 juillet 1996                               | Été      | Le crabe géant                            | La légende de Villenbroucle              |
| Jeudi 25 juillet 1996                                  | Été      | Eurêka                                    | Tel n'es pas qui croyait être            |
| Vendredi 26 juillet 1996                               | Été      | L'île de la terreur                       | Les Baloos maudits                       |
| Lundi 29 juillet 1996                                  | Été      | Son altesse Sébastien                     | Le cours de Zingal-orthographe           |
| Mardi 30 juillet 1996                                  | Été      | Au pays des dinosaures                    | Riz fifi à Crête Suzette                 |
| Mercredi 31 juillet 1996                               | Été      | Apollo                                    | Looping en jupons                        |
| Jeudi 1er aout 1996                                    | Été      | Le piranha poilu                          | Quand les pirates s'en mêlent [1/4]      |
| Vendredi 2 aout 1996                                   | Été      | Un petit diable                           | Quand les pirates s'en mêlent [2/4]      |
| Lundi 5 aout 1996                                      | Été      | Son altesse Sébastien                     | Quand les pirates s'en mêlent [3/4]      |
| Date                                                   | Vacances | Tic et Tac, les rangers du risque         | Super Baloo                              |
| Mardi 6 aout 1996                                      | Été      | Les Évadés d'Alchat-traz                  | Quand les pirates s'en mêlent [4/4]      |
| Mercredi 7 aout 1996                                   | Été      | Trois hommes et un poussin                | Citizen Khan                             |
| Jeudi 8 aout 1996                                      | Été      | Les Tapis voleurs                         | Le tour du monde en 50$                  |
| Vendredi 9 aout 1996                                   | Été      | 20 000 Louis sous les mers                | Vacances de neige à Pornaco              |
| Lundi 12 aout 1996                                     | Été      | À la poursuite de la souris maltaise      | Baloo au bal                             |
| Mardi 13 aout 1996                                     | Été      | Flash le super chien                      | Baloo au régime de bananes               |
| Mercredi 14 aout 1996                                  | Été      | Sur les traces de Cherdoc Jones           | Kit ou double                            |
| Jeudi 15 aout 1996                                     | Été      | Les Parents indignes                      | La rançon de la poire                    |
| Vendredi 16 aout 1996                                  | Été      | Rock à la ruche                           | L'ange gardien                           |
| Lundi 19 aout 1996                                     | Été      | Qui veut la peau de l'ours du camping ?   | Bouledogue Cassidy et le Kit             |
| Mardi 20 aout 1996                                     | Été      | Startac                                   | L'anchois des armes                      |
| Mercredi 21 aout 1996                                  | Été      | Rencontre du deuxième Tac                 | Dernier domicile coconut                 |
| Jeudi 22 aout 1996                                     | Été      | Les Naufragés du socisso'plane            | Le Bon, la Brute et le Nazo              |
| Vendredi 23 aout 1996                                  | Été      | Traladdin et la cafetière magique         | Pour qui sonne le glas : 1re partie      |
| Lundi 26 aout 1996                                     | Été      | La Chevauchée des chauves-souris          | Pour qui sonne le glas : 2e partie       |
| Mardi 27 aout 1996                                     | Été      | Les Tontons disqueurs                     | Trois hommes et un grappin               |
| Mercredi 28 aout 1996                                  | Été      | SOS fantôme à Tac                         | Baloo la classe                          |
| Jeudi 29 aout 1996                                     | Été      | Mystère et cacahuètes                     | Va voir momie, papa travaille            |
| Vendredi 30 aout 1996                                  | Été      | Syracroco de Bergerac                     | Les oies mousquetaires                   |

### Courts-métrages classiques diffusés
- Pluto et son instinct et Dingo cow-boy (émission du dimanche 3 septembre 1995)
- Qui a tué le rouge-gorge ? et La Poule aux œufs d'or (émission du Disney Club Mercredi du 6 septembre 1995)
- Donald à la kermesse et Donald et les pygmées (émission du dimanche 10 septembre 1995)
- L'agenda de Donald et Les Neveux de Donald (émission du Disney Club Mercredi du 13 septembre 1995)
- L'Entreprenant M. Duck et Donald et les Fourmis (émission du dimanche 17 septembre 1995)
- Soyons associé et Les fourmis de Donald (émission du Disney Club Mercredi du 20 septembre 1995)
- Nettoyeurs de carreaux et Papa canard (émission du dimanche 24 septembre 1995)
- La machine volante et Donald et le Gorille (émission du Disney Club Mercredi du 27 septembre 1995)
- Les postes de l'Ouest et Inventions nouvelles (émission du dimanche 1er octobre 1995)
- Chasseurs de baleines et Ferdinand le taureau (émission du Disney Club Mercredi du 4 octobre 1995)
- Donald forgeron et Vive la fortune (émission du dimanche 8 octobre 1995)
- Le Petit Indien et Pluto resquilleur (émission du Disney Club Mercredi du 11 octobre 1995)
- Dingo et le Lion et Un lion de société (émission Spécial Le roi Lion du dimanche 15 octobre 1995)
- La Légende du rocher coyote et Donald garde-champêtre (émission du Disney Club Mercredi du 18 octobre 1995)
- Ca c'est Donald (émission du dimanche 22 octobre 1995)
- La chasse au tigre et Papa Pluto (émission du Disney Club Mercredi du 25 octobre 1995)
- Hello Aloha et Les accidents ménagers (émission du dimanche 29 octobre 1995)
- Pluto Junior et Symphonie d'une cour de ferme (émission du Disney Club Mercredi du 1er novembre 1995)
- Mickey et le Phoque et Pluto détective (émission du dimanche 5 novembre 1995)
- Deux dessins animés de Donald (émission du Disney Club Mercredi du 8 novembre 1995)
- Comment dormir en paix et Le lac de Titicaca (émission du dimanche 12 novembre 1995)
- Le Planeur de Dingo et Donald bagarreur (émission du Disney Club Mercredi du 15 novembre 1995)
- Ferdinand le taureau et Donald chef cuistot (émission du dimanche 19 novembre 1995)
- Donald dans le grand nord et Ballade sud américaine (émission du Disney Club Mercredi du 22 novembre 1995)
- Mickey et Pluto golfeur et Donald le chanceux (émission du dimanche 26 novembre 1995)
- Elmer l'éléphant et Papa est de sortie (émission du Disney Club Mercredi du 29 novembre 1995)
- Le Chat, le Chien et la Dinde et Bons Scouts (émission du dimanche 3 décembre 1995)
- Premiers secours et L'Art de la danse (émission du Disney Club Mercredi du 6 décembre 1995)
- Des voisins envahissants (Dingo), Dingo fait de l'équitation et Football d'hier et d'aujourd'hui (émission du dimanche 10 décembre 1995)
- L'Autruche de Donald et Donald visite le Grand Canyon (émission du Disney Club Mercredi du 13 décembre 1995)
- Cousin de campagne et Dingo détective (émission du dimanche 17 décembre 1995)
- Le petit oiseau va sortir et La Souris volante (émission du Disney Club Mercredi du 20 décembre 1995)
- Rendez-vous retardé et Le Rêve de Donald (émission du dimanche 24 décembre 1995)
- Chevalier d'un jour et Scouts marins (émission du Disney Club Mercredi du 27 décembre 1995)
- L'Ange gardien de Donald et Une partie de pop-corn (émission du dimanche 31 décembre 1995)
- Mickey patine (émission du Disney Club Samedi du 6 janvier 1996)
- Peinture fraîche (émission du dimanche 7 janvier 1996)
- Nettoyeurs de pendules et Le Brave Petit Tailleur (émission du Disney Club Samedi du 13 janvier 1996)
- Les Alpinistes et Tout doux toutou (émission du Disney Club Samedi du 20 janvier 1996)
- Leçon de ski et Dingo professeur (émission du Disney Club Samedi du 27 janvier 1996)
- Un dessin animé avec Pluto (émission du Disney Club Samedi du 3 février 1996)
- Les Cacahuètes de Donald (émission du Disney Club Samedi du 10 février 1996)
- Hercule aux petits pois (Donald) (émission du dimanche 10 mars 1996)
- Papa canard (émission du Disney Club Samedi du 30 mars 1996)
- Le Clown de la jungle (émission du Disney Club Samedi du 6 avril 1996)
- Donald amoureux (émission du Disney Club Samedi du 13 avril 1996)
- Déboires sans boire (émission du Disney Club Samedi du 27 avril 1996)
- Chasse gardée (émission du Disney Club Samedi du 4 mai 1996)
- Donald décorateur (émission du Disney Club Samedi du 18 mai 1996)
- Donald blagueur (émission du Disney Club Samedi du 1er juin 1996)
- Pluto et le rat des champs (émission du Disney Club Samedi du 8 juin 1996)
- Donald et Dingo marins (émission du Disney Club Samedi du 22 juin 1996)
- Chasse gardée (émission du Disney Club Samedi du 13 juillet 1996)
- Un dessin animé avec Dingo (émission du dimanche du 21 juillet 1996)
- Anyburg (émission du dimanche 4 aout 1996[16])
- Dingo champion olympique et Chasseurs de baleines (émission du Disney Club Samedi du 10 aout 1996)
- Papa est de sortie et Au pays des petits lapin (émission du Disney Club Samedi du 17 aout 1996)
- Donald fermier (émission du dimanche 25 aout 1996)